# Anna Huntington Stanley
Anna Huntington Stanley (20 de abril de 1864 - 25 de febrero de 1907) fue una artista impresionista estadounidense. Nació en Yellow Springs, Ohio, hija de Anna Maria Wright y el general David Sloan Stanley, del ejército de los EE. UU.
Sus obras se encuentran en numerosas colecciones institucionales, incluido el Museo Smithsoniano de Arte Americano . Una exposición que incluía su trabajo, Utopía holandesa: artistas estadounidenses en Holanda, 1880–1914  se presentó en el Museo de Arte de Telfair, el Museo de Arte Taft, el Museo de Arte de Grand Rapids, y el Museo Singer.

## Biografía

### Infancia

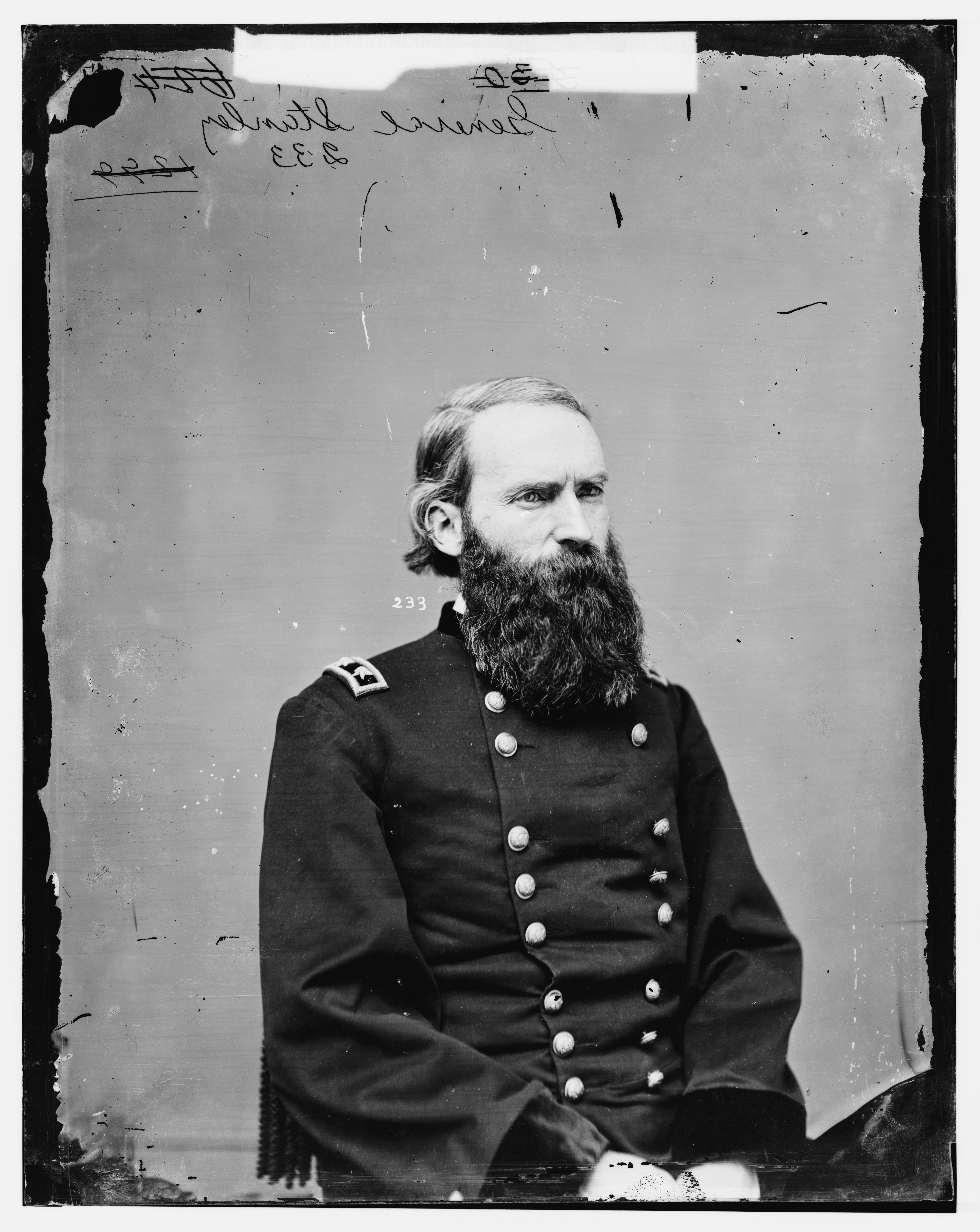
General David Sloan Stanley

Anna Stanley nació en un pequeño pueblo en el condado de Greene, Ohio. Llegó durante el cuarto año de la guerra civil estadounidense. Ese mismo año, Abraham Lincoln estaba completando su primer mandato como presidente, el general William Tecumseh Sherman lanzó su campaña, March to the Sea, y el padre de Anna, el general de brigada del ejército de EE. UU. David Sloan Stanley, resultó herido en la batalla de Franklin. Anna fue cuidada por su madre, Anna Maria, junto con sus otros seis hermanos. La carrera militar de su padre movió a la familia Stanley varias veces en los años posteriores a la Guerra Civil, llevándolos a Dakota del Sur, Míchigan, Nueva York, Texas y Washington D. C. A pesar de esta vida errante, el compromiso de David y Anna Maria Stanley de fomentar un ambiente que valorara la educación, los logros distintivos y la cultura, hizo que la familia permaneciera íntima y resistente. Fue este entorno el que nutrió la capacidad de Anna para interpretar el mundo que la rodeaba a través de su arte.
Anna Stanley pasó sus años de escuela secundaria en el estado de Nueva York, donde asistió a la Academia Femenina de Buffalo y fue elogiada por sus habilidades para dibujar y pintar. Anna recibió instrucción de Ammi Merchant Farnham (1845-1922), quien estudió en la Real Academia de Baviera y en la Academia de Múnich con Frank Duveneck. Esta era una artista consumada y conservadora de la Academia de Bellas Artes de Buffalo (renombrada en 1962, Galería de Arte Albright-Knox). La obra de Farnham incluye paisajes atmosféricos, a menudo pintados al final de la tarde, que representan escenas luminosas del crepúsculo, que prestan mucha influencia a muchas de las pinturas posteriores de Anna. Sus logros fueron reconocidos cuando uno de sus dibujos a pluma y tinta fue seleccionado para la ilustración de la portada de The Magnet, que fue publicado por las damas de la Academia.
En el otoño de 1882, Anna se mudó a Filadelfia para continuar su educación en la Academia de Bellas Artes de Pensilvania y mejorar su dominio de la figura humana. Asistió a conferencias de anatomía y estudió dibujo natural y escultura con Thomas Eakins (1844-1916) y Thomas Anshutz (1851-1912) hasta la primavera de 1885. Durante este tiempo, también conoció a la artista de Chicago Pauline Dohn Rudolph ("Lena"), exalumna del Instituto de la Escuela de Arte de Chicago, quien más tarde acompañaría a Anna a Europa.

### Años europeos

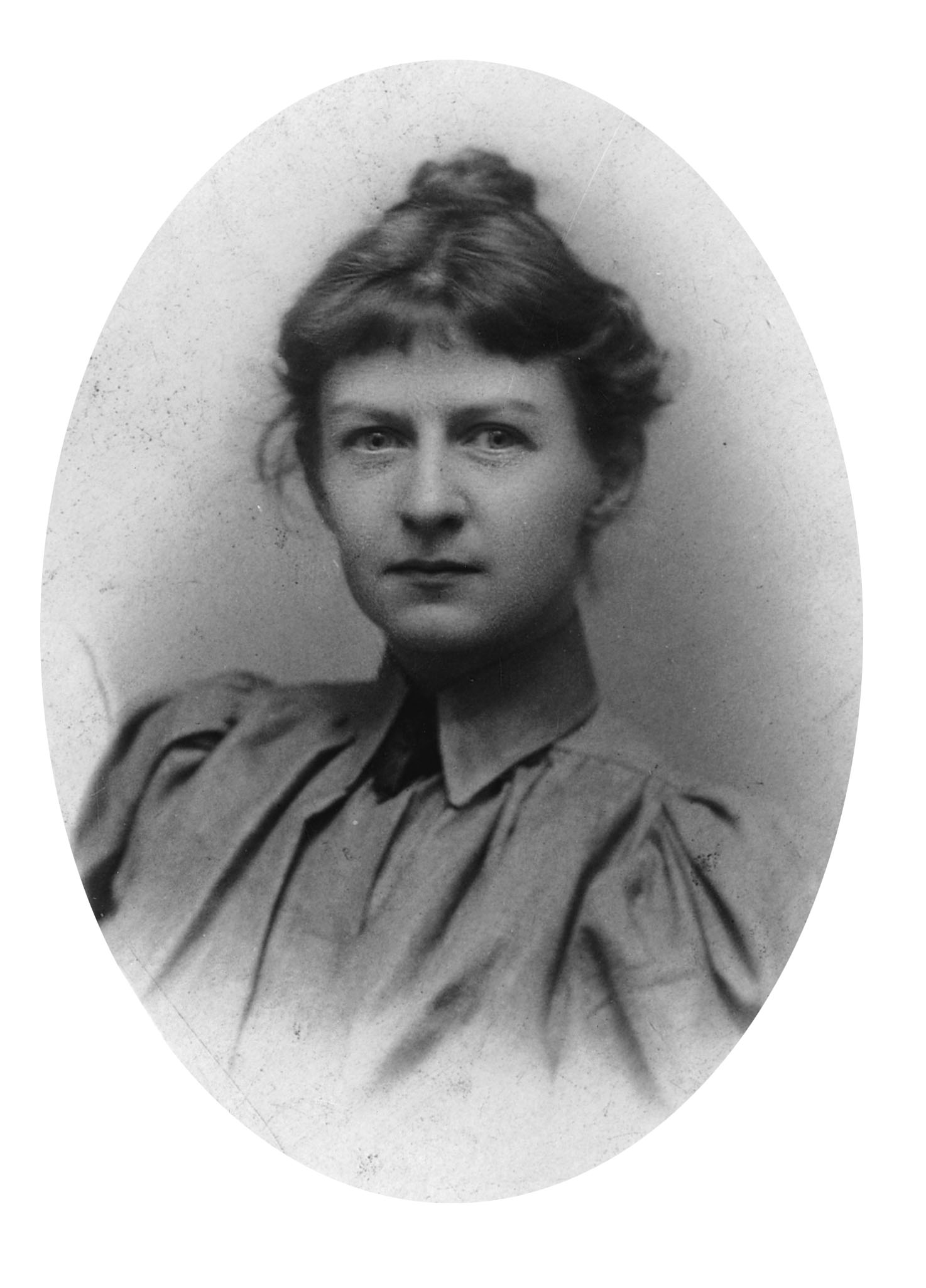
Pauline "Lena" Dohn, amiga de toda la vida y compañera de viaje de Anna durante su estancia en Europa

Anna, como joven privilegiada, en 1887 acompañada de su madre y su amiga Lena, viajó a Venecia y luego a París, donde se matriculó en la Académie Julian. Al alquilar un espacio en el último piso del Hotel Oxford and Cambridge, el alojamiento de Anna estaba conectado a una habitación contigua ocupada por Lena. Estaban situadas en el distrito 1 de París, muy cerca del Jardín de las Tullerías y del Museo del Louvre. La correspondencia familiar sobreviviente, incluidas las ilustraciones, describe las experiencias que tuvieron mientras estuvieron allí. Estas cartas incluyen descripciones de los materiales de los artistas, el tema de las obras de arte y comentarios sobre las críticas recibidas de sus profesores.

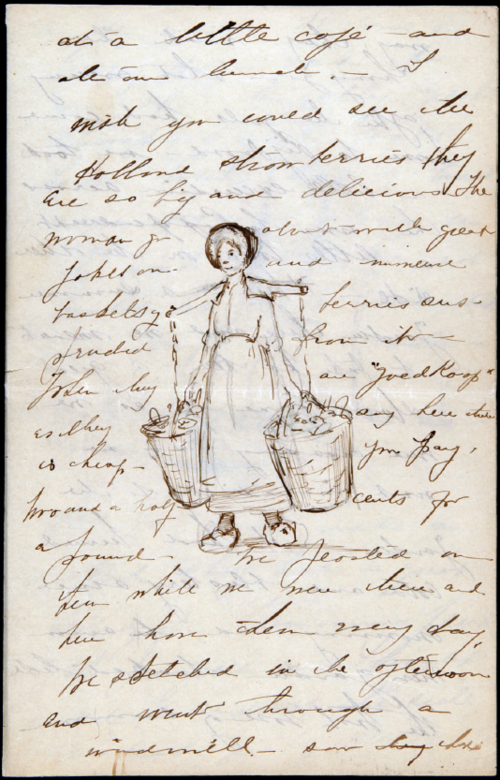
Página de una carta con matasellos del 2 de julio de 1888 a los padres de Anna, incluye un boceto para la pintura al óleo posterior "Dutch Milk Maid"

Bajo la formación de Gustave Clarence Rodolphe Boulanger y Jules-Joseph Lefebvre, Anna produjo dibujos figurativos al carbón en lugar de pinturas. Ambos eran artistas venerados, Lefebvre era conocido por sus retratos y desnudos meticulosamente ejecutados, y durante su larga carrera ganó tres medallas del Salón, fue nombrado miembro de la Academia Francesa de Bellas Artes, alcanzó el rango de Comandante en la Legión de Honor y ganó el codiciado Prix de Roma en 1861. Gustave Boulanger, también pintor de figuras, fue conocido por sus temas clásicos y orientalistas. Algunos de sus otros alumnos incluyeron a Childe Hassam, George Hitchcock, Frederick William MacMonnies, Gari Melchers, Willard Leroy Metcalf, Elizabeth Nourse, Robert Reid y Edmund Charles Tarbell. En una carta, escribió que recibió "críticas severas" y, sin embargo, explicó que fueron "justas e instructivas".
Varios otros artistas y amigos de la Academia de Bellas Artes de Pensilvania también estudiaron en la Académie Julian. Una de esas estudiantes fue Ida C. Haskell, cuya madre vino a París para cuidar de las jóvenes. Mientras estaba allí, la Sra. Hanna Haskell le escribió a John H. Vanderpoel, profesor de arte en la Escuela del Instituto de Arte de Chicago, para preguntarle dónde podrían veranear ella y las estudiantes en 1888. (No era raro que los estudiantes de arte pintaran al aire libre durante los veranos, para aprovechar el aire libre después de un invierno frío y húmedo en París). Vanderpoel respondió sugiriendo que consideraran pasar el verano en Rijsoord en los Países Bajos, donde vivían sus padres antes de emigrar a Estados Unidos. Dijo que el coste de la vida en Rijsoord sería asequible, el paisaje excelente y sus primos, una familia llamada Noorlander, serían buenos anfitriones. Habiendo enseñado previamente en la Académie Julian, Vanderpoel también decidió acompañar a las estudiantes a Rijsoord donde podría pintar y enseñarlas. Otros compañeros de la Julian, Page Scott y Alice Kellogg de Chicago, y la hermana de Page, Gertrude, se unieron a la expedición.
La experiencia de Anna en Holanda influiría para siempre en su trabajo como artista. Rijsoord estaba tan aislado del mundo exterior que los extraños eran motivo de gran atención. En una carta a sus padres, Anna escribió sobre una gran multitud de más de 100 niños locales que siguieron a Anna y a la Sra. Haskell, casi provocando un motín porque nunca antes habían visto artistas. Su afecto por estos ciudadanos se tradujo en retratos pintorescos de granjeros holandeses, predominantemente mujeres y niños, y magníficas vistas de escenas de ríos, diques y paisajes abiertos.
En el otoño de 1888, Anna regresó a París junto con sus amigos. En lugar de regresar a la Académie Julian, se inscribieron en la Académie Colarossi, donde las tarifas eran más razonables y las clases menos estructuradas y más progresistas. Allí recibieron instrucción de los artistas Jean-André Rixens (1846-1925) y Gustave-Claude-Etienne Courtois (1852-1923). Anna se trasladó a un edificio de apartamentos con Page Scott, Ida C. Haskell, su madre Hannah, Alice Kellogg, Amy Atkinson de York, Inglaterra, las hermanas Jordain y Adele. Anna, junto con sus amigas, también alquiló estudios de artistas. Anna compartió el suyo con otra alumna de Colarossi, Beulah Strong. En una carta Alice Kellogg escribió: “Nan lo tiene medio día, Beulah el otro [medio], así que prácticamente tienen el estudio solas”. (Alice también notó que durante este período de otoño e invierno las clases nocturnas de pintura se tomaban con modelos desnudos).

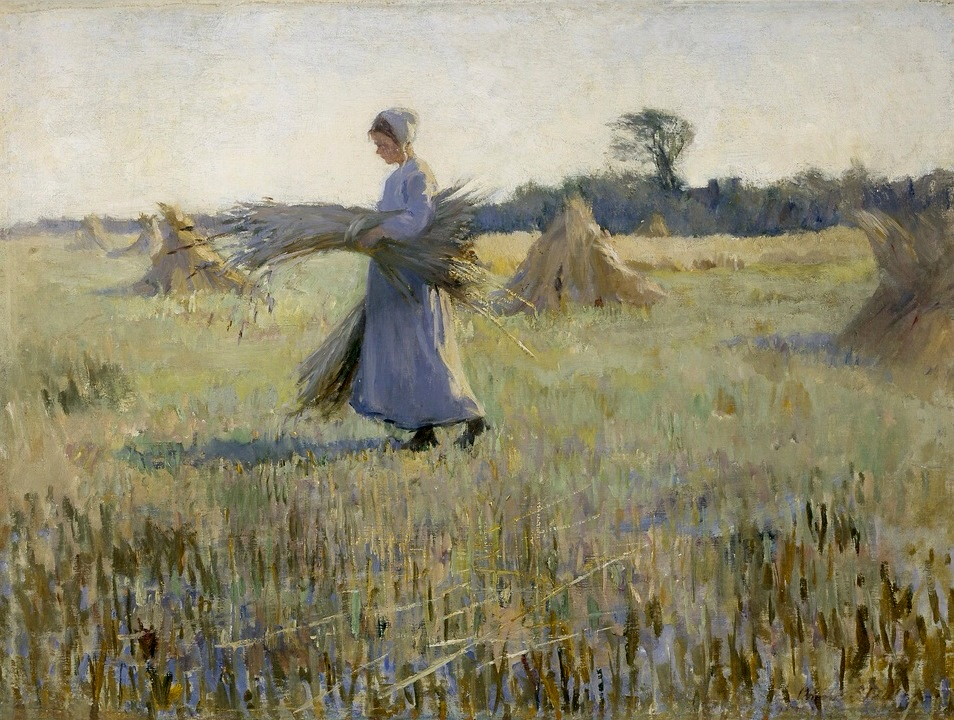
Stanley. Girl Carrying Sheaves

La familia Noorlander estableció un fondo de pensiones para los artistas y viajeros. “Según la placa en la fachada de su casa, la primera piedra angular fue colocada por un tal AH Stanley, presumiblemente uno de los artistas estadounidenses”. En mayo de 1889, la pintura de Anna, Au beginment et à al fin, fue seleccionada para exhibirse en el Salón de París, y en junio, junto con muchos de los estudiantes de arte, regresó a Rijsoord. (Ambos veranos [1888 y 1889] en Risjoord duraron desde mayo o junio hasta noviembre, y Anna produjo obras sustanciales como se reflejó en las exposiciones estadounidenses posteriores.

### Años posteriores en América y viajes a Asia.
En noviembre de 1889, Anna zarpó de Róterdam rumbo a Nueva York, acompañada por Page Scott. Un mes después, estaba en San Antonio, TX y, en 1890, había ejecutado un retrato formal de su padre en uniforme.[10] Con casi veintiséis años, su carrera estaba bien establecida; en abril expuso dos cuadros en la Academia Nacional de Diseño de Nueva York. Ahora reconocida como artista profesional, sus obras se exhibieron en numerosas exposiciones destacadas a nivel nacional durante los años siguientes, lo que fue acompañado del consiguiente aumento de precios.
En junio de 1891, Anna tenía tres pinturas incluidas en la Primera Exposición Anual de Arte Estadounidense en el Museo de Bellas Artes de Detroit en Míchigan (junto con su antiguo maestro John H. Vanderpoel). Sus obras fueron expuestas anualmente en las partes norte y este de los EE. UU., con excepción de 1893, cuando lo único que se sabe de sus actividades proviene de una fotografía tomada en el verano en una colonia de artistas de Napanoch, Nueva York. Fue este mismo año que pintó el retrato de cuerpo entero de su hermano David, Cadet, mientras estaba de vacaciones en West Point.
Anna continuó produciendo obras durante los siguientes años y expuso en la Academia Nacional de Diseño, el Club de Arte de Boston y la Sociedad de Artistas de Washington. Su obra también fue incluida en una importante exposición en Washington D. C., para el Gran Ejército de la República, un grupo de veteranos que se formó después de la Guerra Civil.
En 1895, la madre de Anna murió en abril y su hermano, David, se graduó de la Academia Militar de West Point en junio. Fue aquí donde conoció al teniente Willard Ames Holbrook, ex ayudante de campo del general Stanley en Fort Sam Houston (1891 a 1892), y comenzaron a mantener correspondencia. A los pocos días de la graduación de su hermano, Anna e Ida C. Haskell abordaron un barco en Nueva York y zarparon rumbo a Róterdam. Anna permaneció en Rijsoord durante cinco meses, y allí produjo The Sand Sifter, Harvest [10], The Windmill y Girl Carrying Sheaves. Este sería su último viaje a los Países Bajos. Cuando Anna regresó a Nueva York ese noviembre, Willard (como se señala en sus memorias) no fue a su encuentro en su barco.
En abril de 1896, la obra de Anna se expuso tres veces y las Veerhoff Galleries en Washington D. C., presentaron cinco de sus pinturas en una exposición individual. En octubre de 1896, Anna y Willard Holbrook se casaron en Washington con una gran recepción en Quarters Number 1, la residencia del general Stanley en la Old Soldiers' Home. En diciembre, Anna se trasladó con Willard a su puesto en Fort Grant, Arizona.
En 1897, Anna expuso The Spinning Wheel en la Society of Washington Artists, Cosmos Club, Washington D. C.; esta fue la última exposición conocida del trabajo de Anna durante su vida, aunque continuó pintando.
En mayo de 1899 nació Willard Ames Holbrook, Jr. y dos semanas después, Willard Sr. fue enviado a Georgia y luego asignado a la guerra en Cuba. En abril de 1900, David Stanley Holbrook (conocido como Stanley) nació en Angel Island, San Francisco. Ese mismo año Willard fue enviado a Filipinas y estuvieron separados por más de un año. Durante estas dos separaciones, Anna vivía en Washington con su padre y sus hermanas. Durante este tiempo, su pintura se desaceleró pero no cesó por completo y pintó Spring House durante este período en Blackwell Farm en Warrenton, Virginia.
En 1901, Willard se convirtió en gobernador civil de Panay, una isla de Filipinas, y Anna y los niños se unieron a él. Este puesto les proporcionó una casa con personal completo y, con la ayuda de una niñera estadounidense, Anna pudo volver a pintar. Durante este tiempo, completó muchas pinturas, que ahora se incluyen en las colecciones familiares; otras obras solo se conocen por fotografías en blanco y negro de la casa del gobernador. Durante su estancia en Filipinas, Willard llevó a Anna a Corea y Japón y ella pintó las acuarelas Pagoda y Buda de Nikko, Japón.
La familia regresó a Estados Unidos y vivió en Fort Huachuca en Arizona, y luego en Fort Prescott de 1903 a 1905, cuando Willard recibió órdenes para enseñar en el Colegio Militar de Chester, Pensilvania.
Anna murió de neumonía el lunes 25 de febrero de 1907 en su casa de Chester y fue enterrada en el Cementerio Nacional del Hogar de Soldados y Aviadores de los Estados Unidos en Washington D. C. Tenía 42 años y dejó a su esposo y dos hijos pequeños.

## Galería

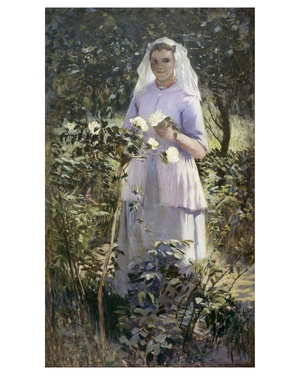
Verano, 1895
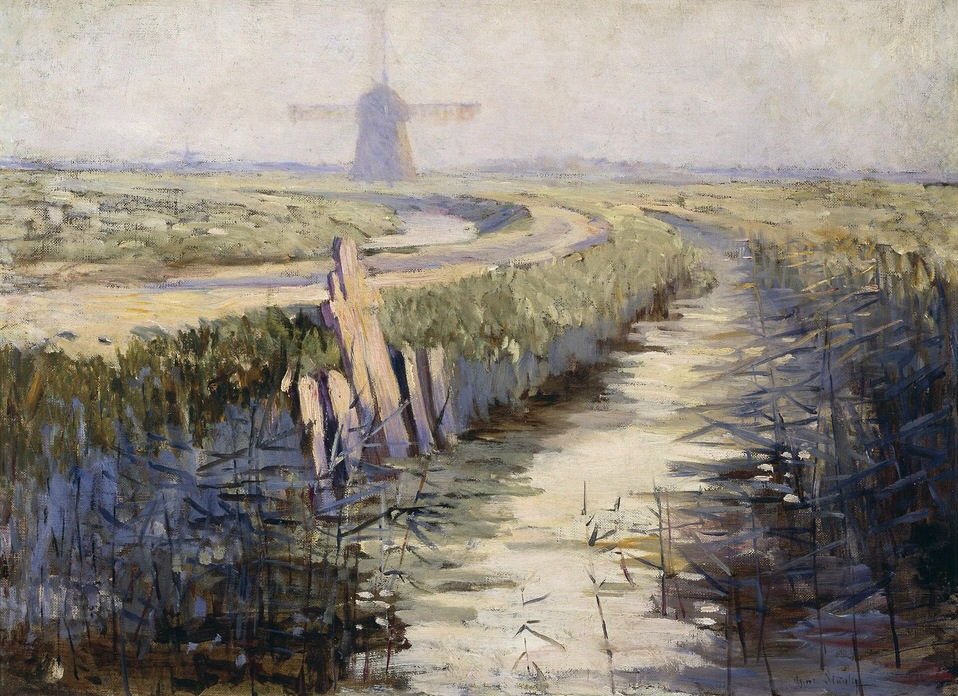
Camino junto a un canal (1895)
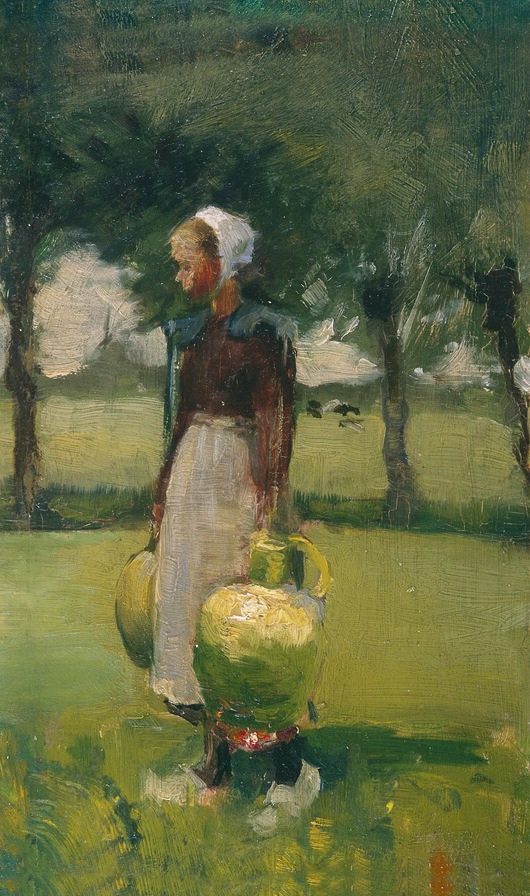
La lechera (estudio) (1888-1889)
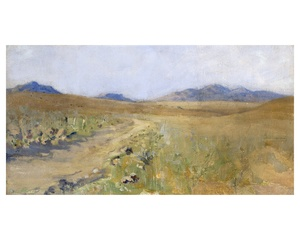
Paisaje de Arizona (1896-1898)
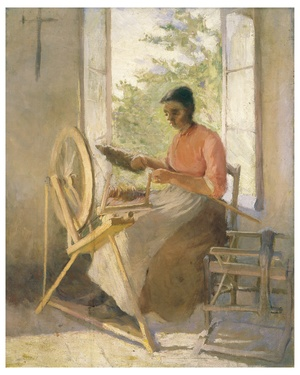
Niña hilando (1896-1897)